# Els Verds (Polònia)
Els Verds  (en polonès: Partia Zieloni) és un partit ecologista de Polònia, membre de Global Greens i del Partit Verd Europeu.

## Història
El partit va ser creat l'any 2003 com a Verds 2004 per activistes de diversos moviments socials. Inicialment, el partit va participar en el moviment contra la guerra de l'Iraq el 2003 i va fer campanya pel Sí en el referèndum d'adhesió polonès a la Unió Europea. Des del 3 de març de 2013, el nom oficial del partit és Els Verds.
Durant les primeres legislatures, el partit va participar dins de les candidatures de Socialdemocràcia de Polònia, l'Aliança de l'Esquerra Democràtica i d'Esquerra Unida, sense obtenir cap representant al Sejm. No va ser fins al 2019, dins de la Coalició Cívica, en que va aconseguir tres diputats, mantinguts al 2023.

## Resultats electorals

### Sejm
| Any  | Líder                               | Vots                 | %                    | Escons  | +/– | Govern            |
| ---- | ----------------------------------- | -------------------- | -------------------- | ------- | --- | ----------------- |
| 2005 | Magdalena Mosiewicz Dariusz Szwed   | Dins del SDPL        | Dins del SDPL        | 0 / 460 | Nou | Extraparlamentari |
| 2011 | Magdalena Mosiewicz Dariusz Szwed   | Dins del SLD         | Dins del SLD         | 0 / 460 | =   | Extraparlamentari |
| 2015 | Małgorzata Tracz Adam Ostolski      | Dins Esquerra Unida  | Dins Esquerra Unida  | 0 / 460 | =   | Extraparlamentari |
| 2019 | Małgorzata Tracz Marek Kossakowski  | Dins Coalició Cívica | Dins Coalició Cívica | 3 / 460 | 3   | Oposició          |
| 2023 | Urszula Zielińska Przemysław Słowik | Dins Coalició Cívica | Dins Coalició Cívica | 3 / 460 | =   | Oposició (2023)   |
| 2023 | Urszula Zielińska Przemysław Słowik | Dins Coalició Cívica | Dins Coalició Cívica | 3 / 460 | =   | Coalició (2023-)  |

### Parlament Europeu
| Any  | Líder                               | Vots                   | %                      | Escons | +/– | Grup |
| ---- | ----------------------------------- | ---------------------- | ---------------------- | ------ | --- | ---- |
| 2004 | Magdalena Mosiewicz Jacek Bożek     | 16,288                 | 0.27 (#17)             | 0 / 54 | Nou | –    |
| 2009 | Agnieszka Grzybek Dariusz Szwed     | Dins Aliança del Futur | Dins Aliança del Futur | 0 / 50 | =   | –    |
| 2014 | Agnieszka Grzybek Adam Ostolski     | 22,481                 | 0.34 (#10)             | 0 / 51 | =   | –    |
| 2019 | Małgorzata Tracz Marek Kossakowski  | Dins Coalició Europea  | Dins Coalició Europea  | 0 / 51 | =   | –    |
| 2024 | Urszula Zielińska Przemysław Słowik | Dins Coalició Cívica   | Dins Coalició Cívica   | 0 / 51 | =   | –    |